# Lípa v Týnci nad Labem
Památná lípa malolistá (Tilia cordata) roste před děkanstvím v blízkosti kostela Stětí sv. Jana Křtitele ve městečku Týnec nad Labem.
- výška je asi 25 m[kdy?]
- obvod kmene asi 375 cm[kdy?]

Zdravotní stav lípy je mírně zhoršený,[kdy?] došlo ke zlomení několika menších větví.[kdy?]
Původně byla ochrana vyhlášena 25. 1.1983 nad skupinou dvou památných stromů, s pořadovými čísly 2 a 3. Strom evidovaný pod číslem 104055/3 má evidován zánik k 1. 1. 2001, další údaje ani souřadnice k němu nejsou v databázi památných stromů evidovány. 